# تغلي (آيت عفان الشرقية)
تغلي هو دُوَّار يقع بجماعة إمي نولاون، إقليم ورززات، جهة درعة تافيلالت في المملكة المغربية. ينتمي الدوّار لمشيخة آيت عفان الشرقية التي تضم 7 دواوير. يقدر عدد سكانه بـ 758 نسمة حسب الإحصاء الرسمي للسكان والسكنى لسنة 2004.

## روابط خارجية
- البوابة الوطنية للجماعات الترابية نسخة محفوظة 12 مارس 2018 على موقع واي باك مشين.
- المندوبية السامية للتخطيط